# BEAM (модуль МКС)
BEAM (Bigelow Expandable Activity Module) — экспериментальный развёртываемый жилой модуль производства компании Bigelow Aerospace, размещённый на Международной космической станции.
10 апреля 2016 года был доставлен в негерметичном грузовом отсеке космического корабля Dragon, в рамках миссии SpaceX CRS-8, после чего с помощью манипулятора «Канадарм2» пристыкован к узловому модулю «Спокойствие».
Перед запуском планировалось, что BEAM будет находиться в составе станции в течение двух лет, но по результатам двухлетнего испытания его было решено оставить в составе станции на длительный срок (в 2017 году контракт на его использование был продлён как минимум на 5 лет, и рассматривается его эксплуатация до 2028 года).

## Задачи
BEAM призван помочь исследовать перспективы дальнейшего использования надувных модулей, в частности, такие параметры, как обеспечение защиты от космической радиации и микрометеоритов, поддержание стабильных показателей внутренней среды модуля и др. Во время пребывания в составе МКС внутри модуля астронавтами проводятся регулярные замеры различных показателей и параметров, эти данные помогут в дальнейшем при проектировании и конструировании будущих надувных модулей.
Планируется, что экипаж будет посещать модуль 4 раза в год на несколько часов, всё остальное время люк модуля будет закрыт.

## История

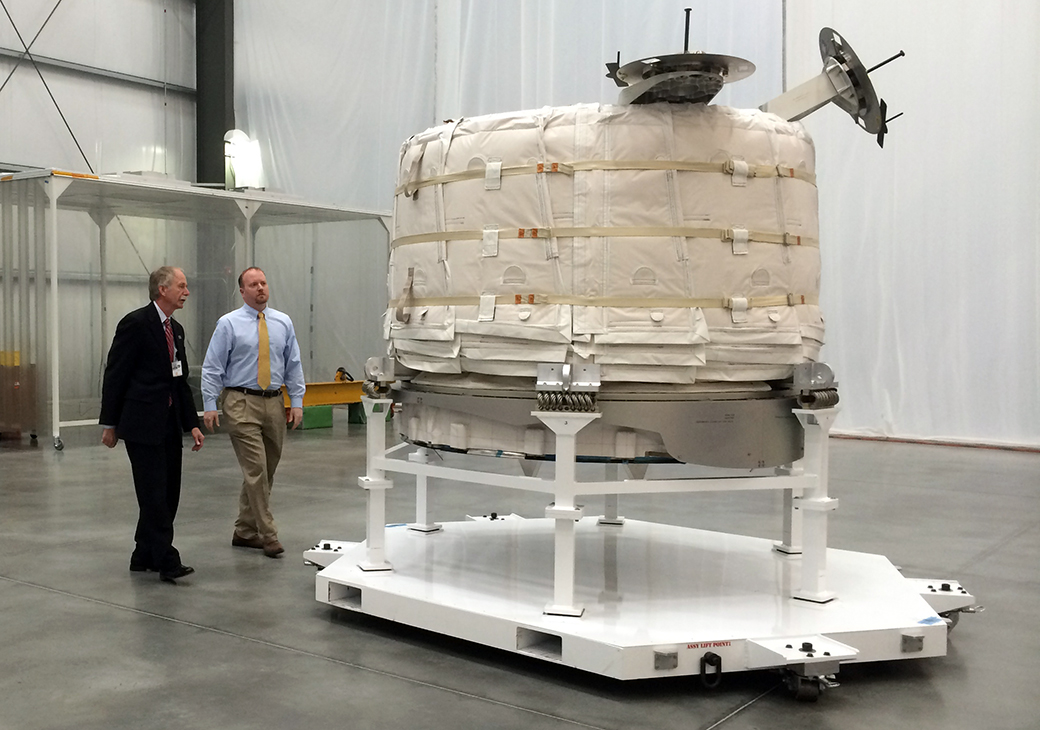
BEAM на заводе в Лас-Вегасе

20 декабря 2012 года был подписан контракт по созданию модуля между NASA и компанией Bigelow Aerospace на сумму 17,8 млн долларов.
В 2013 году с компанией Sierra Nevada Corporation был подписан контракт на 2 млн долларов для создания стыковочного механизма (англ. Сommon Berthing Mechanism) модуля.

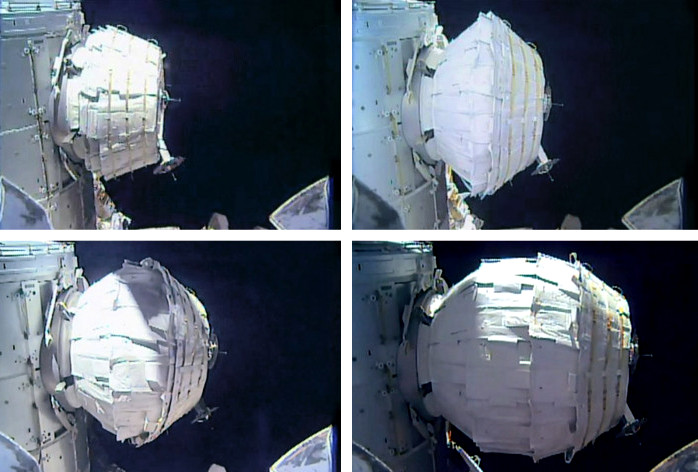
Раскрытие модуля. 28 мая 2016 года

Строительство модуля было завершено в марте 2015 года, он был представлен общественности на совместной пресс-конференции NASA и Bigelow Aerospace, после чего доставлен в расположение Космического центра Кеннеди во Флориде.
10 апреля 2016 года модуль был доставлен на МКС космическим кораблём Dragon с грузовой миссией SpaceX CRS-8.
16 апреля 2016 года модуль был успешно состыкован с МКС при помощи манипулятора Canadarm2.
26 мая модуль начали разворачивать, но прекратили процесс из-за нештатных показаний датчиков давления.
В ночь на 29 мая (28 мая по американскому времени) модуль был развёрнут до полных размеров.
6 июня в модуль вошли американский астронавт Джеффри Уильямс и российский космонавт Олег Скрипочка, которые разместили в нём аппаратуру для периодического замера параметров.
Планировалось, что в конце апреля 2018 года модуль будет отстыкован от МКС, отведён манипулятором «Канадарм2» в максимально нижнюю позицию и отпущен, чтобы он менее чем через год сгорел в плотных слоях атмосферы. Однако в октябре 2017 года было объявлено, что NASA заключит с Bigelow Aerospace контракт с правом продления на то, чтобы использовать уже существующий модуль в качестве кладовой до 2020 года, с возможностью двух дальнейших однолетних продлений. Модуль будет использоваться для хранения до 130 пакетов для транспортировки грузов, чтобы освободить дополнительное пространство на борту станции.
В июле 2019 года инженеры оценили способность BEAM оставаться в составе станции до 2028 года. Он превзошел ожидания по производительности и стал основным модулем хранения небольших грузов на станции. Для продления срока службы BEAM потребуется продление контракта.
В декабре 2021 года модуль BEAM был официально передан в собственность Космического центра НАСА, так как компания Bigelow Aerospace в марте 2020 года в условиях пандемии COVID-19 фактически прекратила свою деятельность.

## Технические характеристики

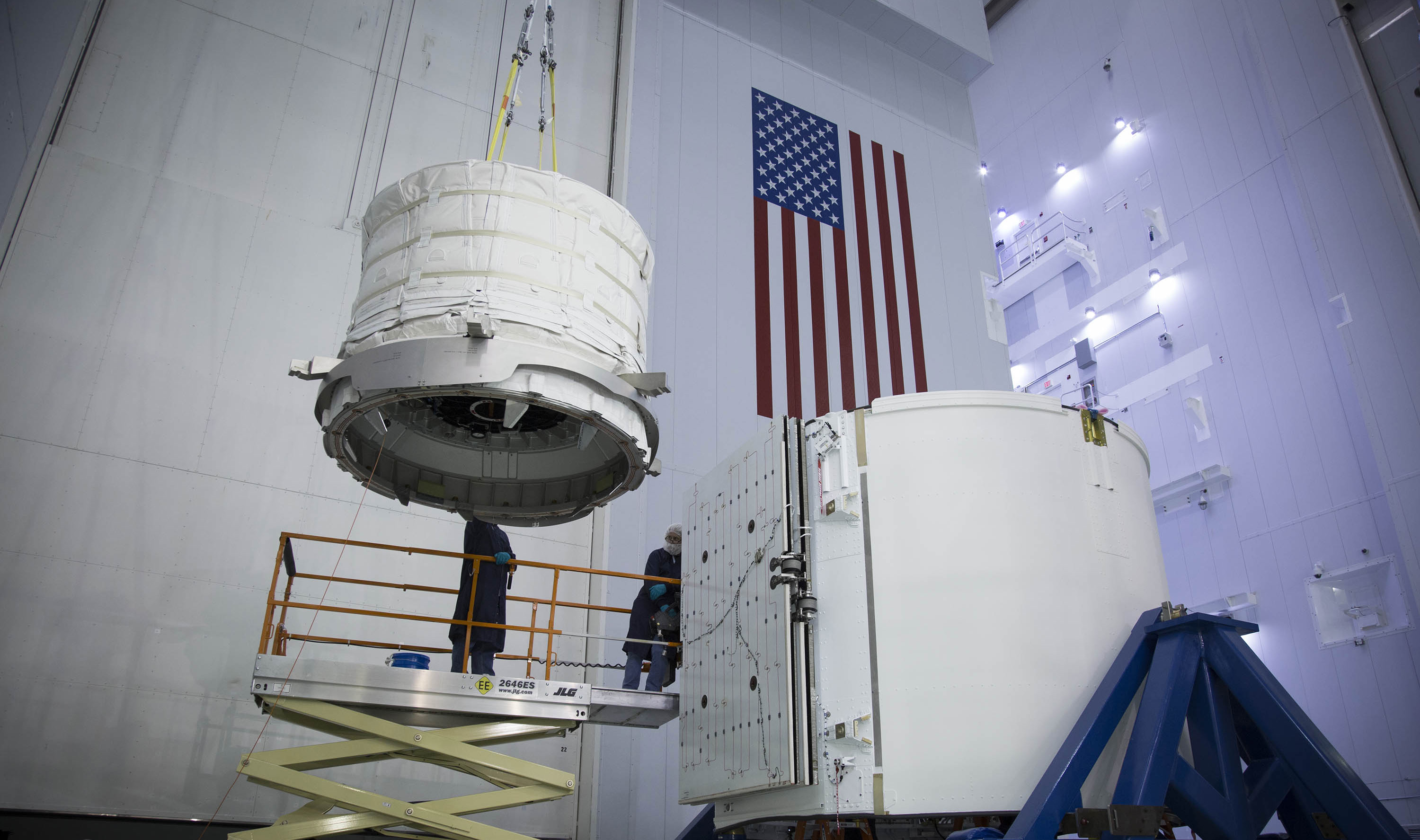
Модуль загружают в грузовой контейнер корабля Dragon

- Длина:
  - свёрнутый — 2,16 м[16]
  - надутый — 4,01 м
- Диаметр:
  - свёрнутый — 2,36 м
  - надутый — 3,23 м
- Масса — 1400 кг
- Объём — 16 м3